# 短吻擬海蜥魚
短吻擬海蜥魚（学名：Halosauropsis macrochir）为輻鰭魚綱背棘魚目海蜥魚科擬海蜥魚屬下唯一的一個种，於1878年被描述。該物種屬深海魚，分布於東大西洋愛爾蘭到茅利塔尼亞與南非、西大西洋加拿大到25 °N與巴西南部外海、西太平洋澳洲、紐西蘭與日本海域，深度1100至3300公尺，本魚體如鰻魚且側扁，尾鰭尖細，吻部尖突，口下位，身體黑灰色到藍黑色，頭頂、鰓峽部與鰓蓋薄膜黑色，背鰭軟條11-13枚，體長可達90公分，棲息在大陸坡的深淵，主要在4°至2°C等溫線之間，屬肉食性，以多毛類、甲殼類、棘皮類和棘皮類為食，生活習性不明，無經濟價值。